# Leo Sowerby
Leo Sowerby (* 1. Mai 1895 in Grand Rapids, Michigan; † 7. Juli 1968 in Port Clinton, Ohio) war ein US-amerikanischer Komponist.

## Leben
Sowerby begann im Alter von zehn Jahren zu komponieren. Sein erstes Violinkonzert wurde 1913 vom Chicago Symphony Orchestra aufgeführt. Von 1917 bis 1919 wirkte er in Chicago als Militärkapellmeister. Von 1921 bis 1924 studierte er als Rompreisträger der American Academy in Rome. Ab 1925 war er Professor am American Conservatory of Music in Chicago, wo Robert Stewart, Gail Kubik, William Ferris, Florence Price, Ned Rorem, Norman Luboff, Maylon Merrill und Gerald Near zu seinen Schülern zählten, 1927 wurde er Organist und Chorleiter der St James’s Episcopal Church in Chicago. 
Für die Kantate Canticle of the Sun erhielt er 1946 den Pulitzer-Preis. 1962 wurde er Gründungsdirektor des College for Church Musicians an der Washington National Cathedral.
Er komponierte mehr als fünfhundert Werke, darunter fünf Sinfonien, zwei Cello- und zwei Klavierkonzerte, ein Violin- und ein Orgelkonzert, ein sinfonisches Gedicht für zwei Klaviere und Orchester, ein Klassisches Konzert für Orgel und Streicher, kammermusikalische Werke, mehrere Kantaten und Anthems und ein Oratorium.
1935 wurde er in die American Academy of Arts and Letters gewählt.
Seine Grabstätte befindet sich in der Washington National Cathedral.